# La Nuit espagnole
La Nuit espagnole est un tableau du peintre français Francis Picabia réalisé en 1922. Cette peinture-émail sur toile, qui représente deux silhouettes en noir et blanc, l'une masculine et l'autre féminine, est conservée au musée Ludwig de Cologne.
La signification de l'œuvre est rendue compliquée par la présence de deux cibles colorées sur la silhouette féminine, mais aussi par la position remarquable de celle de l'homme, qui lève les bras. Elle peut tout aussi bien représenter un lanceur de couteaux, un planteur de banderilles ou un danseur de fandango.